# Селезінник весняний
{{#ifeq:0|0|{{#if:|{{#if:Aspleniumfontanum|[[]}}|}}}}
Селезінник весняний (Asplenium fontanum) — вид рослин із родини селезінникових (Aspleniaceae), зростає у Марокко, Європі, західній, південно-західній і центральній Азії.

## Опис
Це багаторічна рослина з кореневищем, покритим бурими ланцетоподібними лусками. Листки утворюють розетку, у довжину до 25(30) см; ніжка листка зазвичай не більше половини довжини пластини, коричнево-чорна при основі, зверху зелена; пластина світло-зеленого кольору, 2–3 рази периста, 7–20 × 1–3 см, вузьколанцетна. Соруси видовжені. Спори від кулястих до еліпсоїдальних. Період цвітіння: липень — вересень. 2n = 72.

## Поширення
Зростає у Марокко, Європі (Греція [у т. ч. Крит], Словаччина, Франція [у т. ч. Корсика], Люксембург, Німеччина, Швейцарія, Іспанія [у т. ч. Балеарські о-ви], Андорра, Угорщина, Італія, Україна; вимер у Великій Британії та Нідерландах, імовірно вимер у Бельгії та Угорщині, дані зі Словаччини неясні, можливо вимер), західній, південно-західній і центральній Азії (сх. Афганістан, Іран, пн. Індія, Пакистан, зх. Непал, Тибет, Сіньцзян, сх. Казахстан, сх. Киргизстан, сх. Таджикистан, Узбекистан, Туркменістан). Населяє щілини затінених, переважно вапнякових порід, вологі скелі та стіни; росте на висотах 300–2400 метрів.
В Україні вид зростає у Карпатах (окол. м. Сколе Львівської обл.).

## Загрози
У майбутньому цьому виду може загрожувати зміна клімату, оскільки він чутливий до високих температур та посух. Руйнування його середовища проживання внаслідок різних втручань людини, таких як видобуток корисних копалин, будівництво доріг та розвиток міст, призвело до локального вимирання.